# 여대생의 첫 욕망
《여대생의 첫 욕망》(Premiers Desirs, First Desires)은 프랑스에서 제작된 데이비드 해밀턴 감독의 1983년 드라마, 멜로/로맨스 영화이다. 모니카 브로에크 등이 주연으로 출연하였고 알레인 테르지안 등이 제작에 참여하였다.

## 출연

### 주연
- 모니카 브로에크
- 패트릭 보초우

### 조연
- 잉게 마리아 그랜조우
- 안자 슈테
- 엠마누엘 베아르
- 브루노 귈라인
- 스테판 프레이스
- 세르지 마르컹
- 베아트리스 코스탄티니
- 앤 기젤 글라스